# Villa Avallone Tufarelli
Die Villa Avallone Tufarelli ist ein Landhaus aus dem 16. Jahrhundert in San Giorgio a Cremano in der italienischen Region Kampanien. Es liegt an der Via Enrico Pessina, 113.

## Geschichte und Beschreibung
Es zählt zu den Villen der Miglio d’oro, auch wenn es nicht im 18., sondern bereits im 16. Jahrhundert, errichtet wurde, als die Familie Bimonti es als Urlaubsdomizil erwählte.
Die heutige Anlage stammt aus der zweiten Hälfte des 18. Jahrhunderts, als das Eigentum an der Villa von Pietro Avallone, der sie von den Bimontis übernommen hatte, an den Baron Gennaro Tufarelli fiel, dessen Nachkommen heute noch Besitzer des Landhauses sind.
Das Gebäude hat einen Doppel-L-förmigen Grundriss, wie er typisch für die Villen der Miglio d’oro ist. Das doppelte L ist um das Atrium zusammengesetzt, dem eine weite Vorhalle folgt, die zum hinteren Hof zeigt. Die weiten Räume, deren Decken niedrige Gewölbe haben, bilden eine Perspektivachse, die senkrecht zur Hauptachse verläuft und mit einem Korbbogen abschließt, in dem sich rechts vom Eingang die Blocktreppe befindet, mit der die erste Rampe mit Balustrade in Piperno beginnt. Über den beiden Flügeln des Gebäudes befinden sich zwei große Terrassen, die eine Einheit mit dem Balkon zum Garten und zur Loggia hin bilden und von dem aus man den Vesuv sehen kann. Die Abschlussexedra des Hofes, über die man in den Garten gelangt, die am Ende der kreuzförmigen Säulen zwischen den Toren zwischen den Toren platziert ist, zeigte Brunnen, Statuen und Büsten in Marmor, die aber verloren gegangen sind.
Der Garten war sehr groß, sodass er bis zur Gemeindegrenze von Portici reichte, wo sich ein zweiter Eingang befand, durch den man nach vorheriger Durchquerung des Parks ebenfalls zu dem Landhaus gelangte. Um den Komplex abzuschließen findet sich direkt außerhalb des Landhauses eine kleine Privatkapelle, die der unbefleckten Empfängnis Mariens geweiht ist.